# Federatie van Jonge Europese Groenen

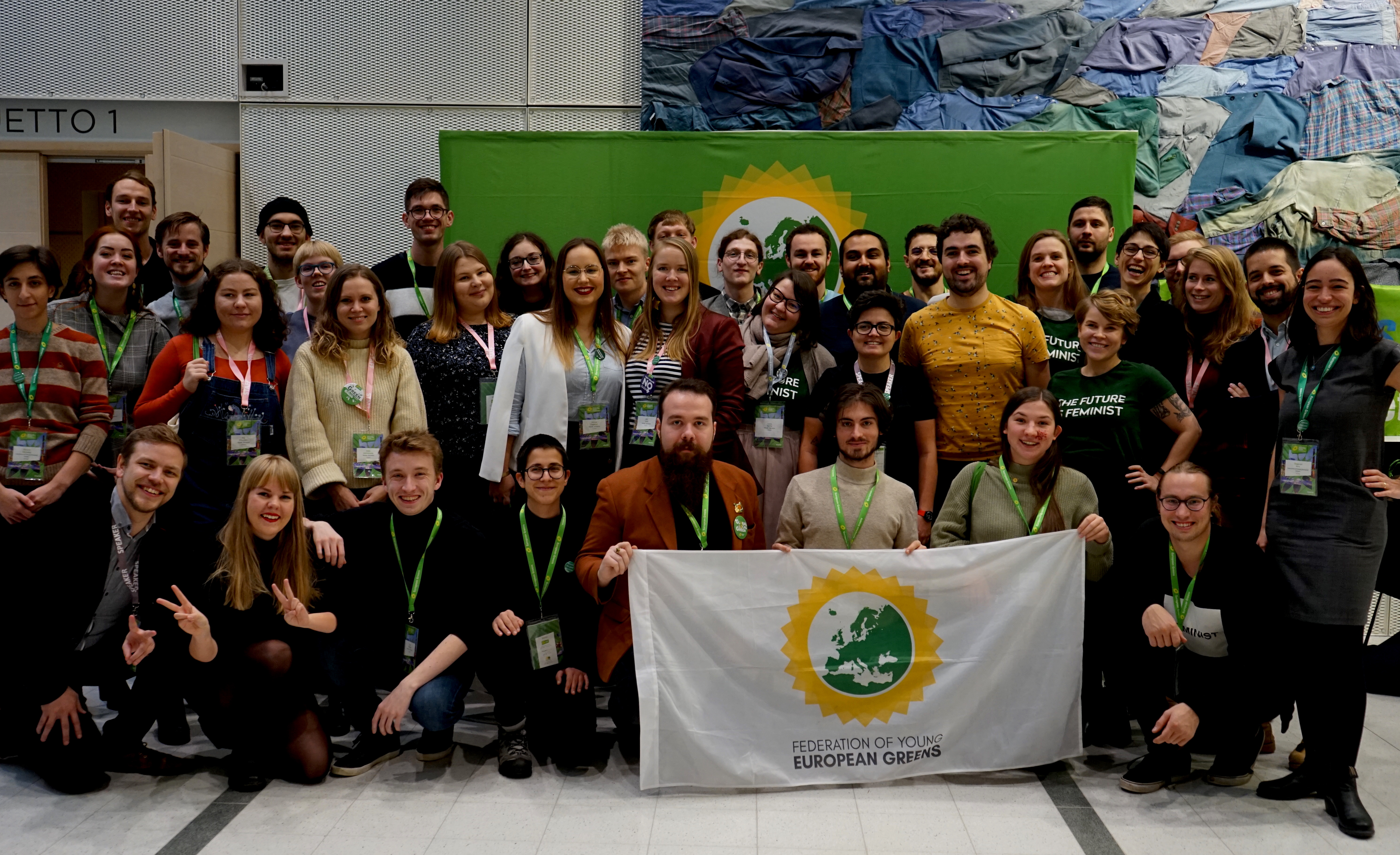
Federatie van Jonge Europese Groenen in Tampere (2019)

De Federatie van Jonge Europese Groenen, in het Engels Federation of Young European Greens of FYEG is een federatie van jongerenorganisaties uit heel Europa: zowel uit landen van de EU, als daarbuiten. Het is de officiële jongerenorganisatie van de Europese Groene Partij.
De federatie is lid van de Globale Jonge Groenen en van het Europees Jeugdforum, dat samenwerkt met de Raad van Europa, de EU en de VN.
Het uitvoerend bestuur van FYEG bestaat uit 8 jongeren, en wordt gekozen op een jaarlijks congres waar alle leden aanwezig zijn. Binnen het bestuur zijn er twee voorzitters en één penningmeester. Er worden evenveel vrouwen als mannen in gekozen.

## Leden
Onderstaande organisaties maken thans deel uit van de FYEG:
| Land of Regio       | Naam (oorspronkelijke taal)                                        | Naam (vertaling)                                      | Status        |
| ------------------- | ------------------------------------------------------------------ | ----------------------------------------------------- | ------------- |
| Albanië             | Rinia e Gjelbër e Shqipërisë                                       | Jonge Groenen van Albanië                             | Lid           |
| Azerbeidzjan        | Azərbaycan Yaşıllar Partiyası Gənc Yaşıllar Təşkilatı              | Azerbeidzjaanse Jonge Groenen                         | Kandidaat-lid |
| Wit-Rusland         | Беларускія Маладыя Зялёныя                                         | Wit-Russische Jonge Groenen                           | Kandidaat-lid |
| België              | Jong Groen                                                         |                                                       | Lid           |
| België              | écolo j                                                            | Ecologische J(eugd)                                   | Lid           |
| Catalonië           | Joves Ecosocialistes                                               | Jonge Ecosocialisten                                  | Lid           |
| Cyprus              | Νεολαία Οικολόγων                                                  | Cyprus Groene jongeren                                | Lid           |
| Tsjechië            | Mladí zelení                                                       | Jonge groenen                                         | Lid           |
| Engeland Wales      | Young Greens of England and Wales                                  | Jonge groenen van Engeland en Wales                   | Lid           |
| Estland             | Noored Rohelised                                                   | Jonge Groenen                                         | Kandidaat-lid |
| Finland             | Vihreiden nuorten ja opiskelijoiden liitto                         | Groene Jongeren en studentenliga                      | Lid           |
| Frankrijk           | Jeunes Écologistes                                                 | Jonge ecologisten                                     | Lid           |
| Duitsland           | Grüne Jugend                                                       | Groene Jongeren                                       | Lid           |
| Georgië             | საქართველოს ახალგაზრდა მწვანეები                                   | Georgische Jonge Groenen                              | Lid           |
| Griekenland         | Neoi Prasinoi                                                      | Jonge groenen                                         | Lid           |
| Ierland             | Óige Ghlas                                                         | Jonge groenen                                         | Lid           |
| Italië              | Giovani Europeisti Verdi                                           | Jonge Groene Europeanen                               | Lid           |
| Italië (Zuid-Tirol) | Young Greens South Tyrol                                           | Jonge groenen Zuid-Tirol                              | Lid           |
| Letland             | Protests                                                           | Protesten                                             | Lid           |
| Luxemburg           | Déi Jonk Gréng                                                     | Jonge groenen                                         | Lid           |
| Malta               | Alternattiva Demokratika Zghazagh                                  | Jongeren van het democratisch alternatief             | Lid           |
| Montenegro          | Forum Mladih URA                                                   | Jeugdforum URA                                        | Lid           |
| Nederland           | DWARS                                                              |                                                       | Lid           |
| Noord-Macedonië     | МОДОМ                                                              | MODEM                                                 | Lid           |
| Noorwegen           | Grønn Ungdom                                                       | Groene Jongeren                                       | Lid           |
| Oekraïne            | Зелена молодь України                                              | Groene Jeugd van Oekraïne                             | Lid           |
| Oostenrijk          | Plattform Grünalternativer Jugendorganisationen                    | Platform voor Groen-alternatieve jongerenorganisaties | Lid           |
| Oostenrijk          | Junge Grüne                                                        | Jonge Groenen                                         | Lid           |
| Polen               | Ostra Zieleń                                                       | Groene jongeren en financiële experts van Polen       | Lid           |
| Portugal            | Ecolojovem                                                         | Ecolojong                                             | Lid           |
| Roemenië            | Tinerii Verzi                                                      | Jonge groenen                                         | Kandidaat-Lid |
| Schotland           | Scottish Young Greens                                              | Schotse Jonge groenen                                 | Lid           |
| Servië              | Zelena Omladina                                                    | Jonge groenen                                         | Lid           |
| Spanje              | Juventud Verde                                                     | Groene jeugd                                          | Kandidaat-lid |
| Turkije             | Genç Yeşiller                                                      | Jonge Groenen                                         | Lid           |
| Zwitserland         | Junge Grüne Schweiz Jeunes Vert-e-s Suisses Giovani Verdi Svizzera | Jonge groenen Zwitserland                             | Lid           |
| Zweden              | Grön Ungdom                                                        | Jonge Groenen                                         | Lid           |
| Oost-Europa         | Cooperation and Development Network Eastern Europe                 | Coöperatie en ontwikkeling Netwerk Oost-Europa        | Waarnemer     |